# 登録検査等事業者等
登録検査等事業者等（とうろくけんさとうじぎょうしゃとう）は、電波法に基づき無線局の無線設備等の検査又は点検を行う事業者である。

## 定義
電波法第24条の2には「無線設備等の検査又は点検を行う事業者は、総務大臣の登録を受けることができる。」とし、検査と点検を行う事業者と点検のみを行う事業者を同法第24条の3で、この規定により登録を受けた者を登録検査等事業者と規定している。
また同法第24条の13には、外国で点検のみを行う事業者で登録を受けた者を登録外国点検事業者と規定している。
「点検」とは検査手続きの一部で、点検結果の判定により検査の合否が決定される。
この検査又は点検の事業および事業者について規定しているのが、総務省令登録検査等事業者等規則（以下、「検査等規則」と略す。）で第1条には、登録検査等事業者及び登録外国点検事業者をあわせて登録検査等事業者等と規定している。

## 概要
無線局は、簡易な免許手続の対象または特定無線局として包括免許されるもの以外は、開設にあたり予備免許を取得後落成検査を要する。
無線設備の変更に際しても変更検査を要する。
また、開設の目的、無線局管理の状況等から必要性が低いものとして電波法施行規則に規定されるものを除き一定の期間毎に定期検査を受ける。
従前は地方電気通信監理局（現総合通信局）（沖縄郵政管理事務所（現沖縄総合通信事務所）を含む。）が実施していたが、一部が民間に開放された。
この検査又は点検を実施する事業者が登録検査等事業者等である。
上述のとおり登録検査等事業者等は、実施地により登録検査等事業者と登録外国点検事業者に区別される。
また、電波法令に規定するものではないが、総務省電波利用ホームページでは、検査と点検を行う事業者を登録検査事業者と、点検のみを行う事業者を登録点検事業者と区別している。
この関係を図に示す。
```
　　　　　　　　　　（国内で実施）
　　　　　　　　　┏登録検査等事業者━━━登録検査事業者（検査と点検を行う事業者）
　　　　　　　　　┃　　　　　　　┃
登録検査等事業者等┫　　　　　　　┗━━━┓
　　　　　　　　　┃　　　　　　　　　　　┃
　　　　　　　　　┗登録外国点検事業者━━登録点検事業者（点検のみ行う事業者）
　　　　　　　　　　（外国で実施）

```

## 経緯
1998年（平成10年）の制度化当初は、総務大臣の認定を受けた点検事業者が無線設備等の点検を行い、免許人から当該点検の結果を記載した書類の提出があったときは、検査の一部を省略することができる「点検事業者制度」であった。
1999年（平成11年）には、外国で点検を行う者も点検事業者になれることとなった。
2004年（平成16年）には、点検事業者は総務大臣の登録を受けた者（登録点検事業者）となった。
2011年（平成23年）には、総務大臣の登録を受けた者（登録検査等事業者）が無線設備等の検査を行い、免許人から当該無線局の無線設備の検査結果が法令の規定に違反していない旨を記載した証明書の提出があったときは、定期検査を省略することができる、点検に加えて検査も行うことが可能な「登録検査等事業者制度」が開始された。

## 申請
登録の申請は、総合通信局（沖縄総合通信事務所を含む。以下同じ。）に提出する。 外国で点検する事業者は関東総合通信局に提出する。
申請書には、業務実施方法書その他の書類を添付する必要があり、この業務実施方法書には、業務の実施方法を規定することはもちろん、登録点検事業者には点検員を、登録検査事業者には判定員も要するので、これらが要件を満たすことの証明書も要する。
判定員は、電波法第24条の2第4項第3号の「無線設備等の検査（点検である部分を除く。）を行うものであること」の規定により、点検の業務を行うことはできない。但し、判定員と点検員を兼務することはでき、この場合、判定員が業務実施方法書に点検員としても記載され登録を受けることが必要となる。 
測定器についても測定器等の較正に関する規則に基づくまたはこれと同等の較正がされていることが要件となる。
なお、登録検査事業者は5年ごとに更新を要する。

## 手数料等
- 登録そのものに手数料は不要
- 2004年（平成16年）3月29日[5]より、登録証の紛失や汚損の際の再交付手数料は1,400円
- 2005年（平成17年）4月1日[6]より、登録免許税の対象となり、税額は90,000円（登録検査事業者の更新時は不要）
- 2011年（平成23年）6月30日[7]より、登録検査事業者の更新手数料は13,400円、電子申請を利用すれば13,300円

## 点検員
要件は、電波法第24条の2第4項第1号、同法別表第1及び検査等規則第2条第2項第2号による。
2019年（平成31年）4月1日現在
1. 各級総合無線通信士、第三級を除く海上無線通信士、航空無線通信士、各級陸上無線技術士、第一級陸上特殊無線技士又は第一級アマチュア無線技士
2. 外国政府による前号の資格に相当する資格者
3. 大学、高等専門学校、高等学校又は中等教育学校で無線通信に関する科目を修めた卒業者（当該科目を修めた専門職大学の前期課程の修了者を含む。）で、無線設備の機器の試験、調整又は保守の業務に2年以上従事した経験者
4. 大学、高等専門学校、高等学校又は中等教育学校に相当する外国の学校で無線通信に関する科目を修めた卒業者で、無線設備の機器の試験、調整又は保守の業務に2年以上従事した経験者

ただし、検査等規則第2条第3項により、第一級陸上特殊無線技士又は第一級アマチュア無線技士は、海岸局、航空局、船舶局及び航空機局の点検はできない。

## 判定員
要件は、電波法第24条の2第4項第3号、同法別表第4及び検査等規則第2条第2項第1号による。
2019年（平成31年）4月1日現在
1. 大学（短期大学を除く。）若しくは旧制大学で無線通信に関する科目を修めた卒業者又は第一級陸上無線技術士で、無線設備の機器の試験、調整若しくは保守の業務に3年以上従事した経験者又は点検員として1年以上従事した経験者
2. 短期大学（専門職大学の前期課程を含む。）若しくは高等専門学校若しくは旧制専門学校で無線通信に関する科目を修めた卒業者（当該科目を修めた専門職大学の前期課程の修了者を含む。）又は第一級総合無線通信士、第一級海上無線通信士若しくは第二級陸上無線技術士で、無線設備の機器の試験、調整若しくは保守の業務に5年以上従事した経験者又は点検員として2年以上従事した経験者
3. 第二級総合無線通信士、第二級海上無線通信士又は第一級陸上特殊無線技士で、無線設備の機器の試験、調整若しくは保守の業務に7年以上従事した経験者又は点検員として無線設備等の点検の業務に3年以上従事した経験者
4. 外国政府による第2号の資格に相当する資格者で、無線設備の機器の試験、調整又は保守の業務に5年以上従事した経験者
5. 大学に相当する外国の学校で無線通信に関する科目を修めた卒業者で、無線設備の機器の試験、調整又は保守の業務に3年以上従事した経験者
6. 短期大学又は高等専門学校に相当する外国の学校無線通信に関する科目を修めた卒業者で、無線設備の機器の試験、調整又は保守の業務に5年以上従事した経験者

ただし、検査等規則第2条第7項により、第一級陸上特殊無線技士は、海岸局、航空局、船舶局及び航空機局の判定はできない。

## 検査が可能な無線局
登録検査事業者による定期検査が可能な無線局は、電波法第73条第3項により「人の生命又は身体の安全の確保のためその適正な運用の確保が必要な無線局以外の無線局」とされ、
これを受けた検査等規則第15条に「人の生命又は身体の安全の確保のためその適正な運用の確保が必要な無線局」を規定している。 
1.電波法第103条の2第14項に規定する無線局
1. 警察庁　警察法に規定する責務を遂行するために行う事務
2. 消防庁又は地方公共団体　消防組織法に規定する任務を遂行するために行う事務
3. 法務省　出入国管理及び難民認定法に規定する事務
4. 法務省　刑事収容施設及び被収容者等の処遇に関する法律に規定する刑事施設、少年院法に規定する少年院、少年鑑別所及び婦人補導院法に規定する婦人補導院の管理運営に関する事務
5. 公安調査庁　公安調査庁設置法に規定する事務
6. 厚生労働省　麻薬及び向精神薬取締法に規定する職務を遂行するために行う事務
7. 国土交通省　航空法の規定による指示に関する事務
8. 気象庁　気象業務法に規定する警報に関する事務
9. 海上保安庁　海上保安庁法に規定する任務を遂行するために行う事務
10. 防衛省　自衛隊法に規定する任務を遂行するために行う事務
11. 国の機関、地方公共団体又は水防法に規定する水防管理団体の水防事務
12. 国の機関　災害対策基本法に規定する責務を遂行するために行う事務

2.電波法施行令第13条に規定する無線局
1. 気象庁が気象業務法に規定する警報に関する事務の用に供することを目的として開設する無線局（専ら当該事務の用に供することを目的として開設するものを除く。）であって、人工衛星の無線局であるもの及び当該人工衛星の無線局を通信の相手方とするもの
2. 内閣官房が開設する無線局であって、内閣官房組織令に規定する情報収集衛星の無線局であるもの及び当該情報収集衛星の無線局を通信の相手方とするもの並びにこれらの無線局の適切な運用を確保するために必要な通信を行うもの

3.地上基幹放送局
4.船舶局（旅客船の船舶局に限る。） 
5.航空機局
6.地球局（一般放送及び衛星基幹放送の業務の用に供するものに限る。） 
7.航空機地球局
8.船舶地球局（旅客船及び第1号の無線局を開設する船舶の船舶地球局に限る。） 
9.人工衛星局（一般放送の業務の用に供するものに限る。） 
10.衛星基幹放送局
11.前号までに掲げる無線局の他、無線局の目的及び利用方法を勘案して、総務大臣が別に告示する無線局
1. 航空保安用
2. 放送事業用（固定局に係るものに限る。）
3. 飛行援助用

上述のように国又は地方公共団体が開設する無線局、船舶無線や航空無線に係る無線局、基幹放送や衛星放送に係る無線局については、全くあるいは相当多数ができない。

## 点検が可能な無線局
登録点検事業者による点検が可能な無線局は、検査等規則第19条第3項に「国が開設するもの（第15条に規定する無線局で国が開設するものに限る。）以外のもの」と規定している。 
すなわち「人の生命又は身体の安全の確保のためその適正な運用の確保が必要な無線局以外の無線局」でかつ国以外が開設したものに限られる。
上述の通り、民間の船舶や航空機に搭載された無線局が外国で点検を受けることもありうる。

## フロー
点検のフロー
```
　　　　　　　総合通信局
　　　　　　　　↑　│
3.点検実施報告書│　│4.無線局検査通知書
　　　　　　　　│　↓
　　無線局の免許人・予備免許を受けた者
　　　　　　　　│　↑
　　　1.点検依頼│　│2.点検結果通知書
　　　　　　　　↓　│
　　　　　　登録点検事業者

```

検査のフロー
```
　　┌──────────総合通信局
1.定期検査実施通知書　　　　↑　│
　　│　　　　　　　　　　　│　│5.無線局検査省略通知書
　　│　4.検査実施報告書提出│　│
　　│　　　　　　　　　　　│　↓
　　└────────→無線局の免許人
　　　　　　　　　　　　　　│　↑
　　　　　　　　　2.検査依頼│　│3.検査結果証明書
　　　　　　　　　　　　　　↓　│
　　　　　　　　　　　　登録検査事業者

```

## その他
電波法別表第4に規定する判定員の要件は、技術基準適合証明の証明機関の証明員の要件でもある。
判定員が、証明機関に証明員として採用されることがありうる。
登録検査等事業者等の登録の要件には、無線局の保有についての規定はない。
登録検査等事業者等による点検または検査が可能な無線局の免許人が、自ら登録検査等事業者等となり、保有する無線局の点検または検査をすることは妨げられていない。